# Ильинское (Слободской район)
Ильи́нское — село входящее в Слободской район Кировской области, центр Ильинского сельского поселения.

## География
Находится село на левом берегу реки Белая Холуница в 52 км от Кирова и в 17 км от Слободского на федеральной трассе Р-243 «Кострома-Шарья-Киров-Пермь».
Площадь Ильинского составляет ~500000м2.
В состав Ильинского сельского поселения входят ДОЛ "Белочка" и село Ильинское.

## История
Первое упоминание датируется 1615 годом в Дозорной книге князя Звенигородского о селе Холуново-Ильинское, а в Писцовой книге купца Доможирова 1629 год переписан «в Слободском уезде в Холуницком стане погост над рекою Холуницею, да в нём церковь тёплая пророка Ильи». Село возникло у Кайского коммерческого тракта Вятка — Соликамск. Первая застройка была радиусной. Улицы лучами расходились от площади близ церкви. После большого пожара в XIX веке застройка стала современной. Из-за малоплодородной земли основным занятием было кузнечное дело.
Главное украшение села — это церковь. Она не раз перестраивалась, но всегда была визитной карточкой села.
Первым председателем волости при советской власти был Шутов Аркадий Васильевич.
В 1977 году в волости было два совхоза: «Заречный» и «Ильинский», бригада Слободского откормочного совхоза в д. Бажгалы, рыбхоз «Талицкий», Петринский торфоучасток, участок сельэлектро, ПМК−248, лесничество, 2 отделения связи, 14 предприятий торговли и общественного питания, 9 магазинов, 4 столовые, 18 учреждений народного образования, 3 медпункта, 3 клуба, 3 библиотеки, 2 пионерских лагеря.
При разделении в 1977 году Ильинского сельсовета появилось два сельских округа — Ильинский и Салтыковский. Первым главой Ильинского с/о был Прилуков Сергей Яковлевич. В 2006 году произошло упразднение сельских округов и образовано Ильинское сельское поселение в составе бывших Ильинского и Салтыковского сельских округов.

## Население
| 1710 | 1719  | 1873  | 1891 |
| ---- | ----- | ----- | ---- |
| 70   | ↓55   | ↑533  | ↑614 |
| 1926 | 1989  | 2010  |      |
| ↑747 | ↑1396 | ↓1168 |      |

## Промышленность
- Сельскохозяйственное предприятие по разведению крупного рогатого скота, производству сырого молока ООО "ЭКО-ФЕРМА ИЛЬИНСКАЯ"
- Деревообрабатывающее предприятие ООО "СК43"
- Пельменная

## Образование
В селе действует МКОУ СОШ села Ильинского, детский сад «Огонёк», и учреждение дополнительного образования Ильинская ДМШ.

## Достопримечательности
В селе есть несколько достопримечательностей:
- Церковь Ильи пророка.
- Обелиск.
- Мемориальная доска.
- Дом культуры.

## Религия
Главной религией является Православие.
Долгое время храм Ильи пророка был в запущении, но в марте 2024 года начались реставрационные работы и уже 3 октября этого года было проведено церемониальное установление купола и креста, приуроченное к православному празднику - дню Воздвижения Креста Господня. Есть кладбище на два поселения — Ильинское и Октябрьский. Раньше было два кладбища: одно на краю села, а другое — у церкви на месте нынешнего стадиона. Есть легенда о том, что при постройке его трупы не убрали, а сравняли могилы с землёй.

## Люди, связанные с селом
- Доможиров Иван Борисович — купец первой гильдии одним из первых точно описал село Ильинское.
- Васнецов Иоанн Максимович — самый известный священнослужитель за всю историю Ильинской церкви.
- Шутов, Пётр Иванович — герой Советского Союза. Жил, родился, учился в селе Ильинском.